# Depthcharge
 (août 2018).
Si vous disposez d'ouvrages ou d'articles de référence ou si vous connaissez des sites web de qualité traitant du thème abordé ici, merci de compléter l'article en donnant les références utiles à sa vérifiabilité et en les liant à la section « Notes et références ».
Depthcharge (aussi connu comme Sub Hunter) est un shoot them up développé et édité par Gremlin, sorti en 1977 sur borne d'arcade. Un portage sur Apple II et Commodore 64 voit le jour en 1983.

## Système de jeu
Depthcharge propose au joueur de contrôler un destroyer à la surface de l'eau, dont le rôle est de tirer des grenades anti sous-marine (depth charges en anglais) pour détruire des sous-marins.